# 인구소멸 위험지역
인구소멸 위험지역은 대한민국 행정구역 중 원주민 및 거주자가 감소하여 인구가 소멸되어 사실상 지역 자체가 사라질 수 있는 지역을 말한다.

## 개요
대한민국은 비혼과 저출산 등으로 사회문제가 되고있는 가운데 1960년대 경제개발 정책 이후 지방을 떠나 서울특별시 및 수도권 지역으로 이동하는 현상이 생겼으며 이로 인해서 비수도권 지방은 인구가 감소하여 지역 내에서 사회문제로 대두되어 왔다. 
이에 대한민국 정부와 대한민국 지방 지자체들은 인구소멸을 막기위한 대책으로 자기 고장의 인구를 늘리기 위한 행정 및 복지정책을 세우고 있으며 또한 임산부 및 신생아의 장려 및 복지차원을 제시하는 등 지역 인구증가에 힘을 쓰고있다. 
인구가 줄어드는 지역일수록 지역의 인력이 감소하고 지역을 이끌 행정가도 부재를 겪게되며 그렇기 때문에 인구가 적은 지역일수록 지역의 미래 전망이 어둡고 소멸될 위기에 있기 때문에 이를 대응할 복지정책과 행정배려 정책을 내놓고 있다.

## 인구소멸 위험성
지자체의 총 인구가 약 10만명 미만 기준으로 지정하며 최악의 경우 5만명까지 위험군에 포함된다. 특히 일부 낙도지역이나 농어촌 지역 대부분이 여기에 속하기도 하지만 의외로 대도시 자치구 중 면적이나 주거지가 적거나 드문 지역 등도 포함된다.  

## 지역 인구가 감소하는 이유
- 그 지역의 사회나 집단 등에 익숙하지 않거나 살아가는데 적응이 되지 못해서
- 자녀 학군이 맞지 않거나 서울과 수도권 등 고학군 지역으로의 편입을 희망해서
- 농어촌의 경우 농산물 및 수산물 생산이 성치 않거나 수입이나 이익 등이 적어서 더 나은 일자리를 찾기 위해 다른 지역으로 가기 위해서
- 고향이기는 하지만 좀 더 나은 의식주를 위해 서울 등 대도시로 가기 위해서
- 지역 내에 문화시설이나 편의시설 등이 없어서
- 출산율이 적거나 아동 및 청소년 인구수가 적어서
- 의료시설과 사설 교육시설 등이 적어서

## 인재 부족 사태
인구소멸 위험지역으로 지정된 지역들의 근심은 바로 지역 인재 부족으로 이러한 사태가 장기화될수록 지역 내에서 심각한 위기감을 초래할 수 있으며 그렇기 때문에 지역 인재를 양성하기 위한 대책을 마련하고 있다. 
지역마다 인재를 키우는 목표가 많은 편이지만 인구소멸 지역들일수록 지역 인재 일부마저도 다른 지역으로 떠나는 경우도 있고 고령화로 더 이상 행동할 수 없거나 사망을 할 수도 있기 때문에 지역 정가에서는 사회문제이자 지역의 숙제로 남아있는 편이다.    

## 고령화의 가속
이미 있는 인구 수라고해도 결국은 고령화로 인한 사망으로 이어지기 때문에 이 역시 인구감소에 속한다. 그리고 이들을 대신할 대체인구마저 없을 경우 사실상 그 지역 자체도 사라질 수 있으며 이 때문에 지자체들은 인구 증가책에 총력을 기울이며 미래에도 지역을 이끌어갈 인재를 찾아내거나 육성하는데 기여하고 있다.
특히 중소도시나 농어촌 지역의 경우 기인구자들의 고령화 가속은 물론 이들을 대신해줄 대체 인구자들도 찾기 어려워서 출산장려와 청년장려책 등을 내놓고 있는 실정이다. 기인구자들이 사망하고 대체 인구가 없을 경우 농어촌을 이끌 인재가 부족하고 농수산물을 생산할 대체 인재 또한 없기 때문에 지자체들은 대체 인구 증책과 농산물 생산 인력을 모집하기 위해 예산책정을 함은 물론 행정적으로 실제 정책을 펼치고 있다.

## 행정구역 통합
일부에서는 이들 지역 중 소멸위기에 있는 지역을 대상으로 인구 소멸 안정에 있는 지역이나 근처 지역과의 행정구역 통합도 제시하였다. 그러나 행정구역 통합은 해당 지자체의 의회와 거주자 의견수렴을 거쳐서 해야하기 때문에 그리 쉬운 편은 아니다. 

## 서울 및 수도권의 인구 포화
이렇게 지방 출신들이 대거 서울 및 수도권으로 몰리는 가운데 반대로 서울 및 수도권은 인구 포화로 인하여 점차 유휴지가 부족하거나 건물을 지을 마땅한 곳을 찾기 어려울 수 있다는 전망도 있다. 1960년대 이후 서울의 인구 수 중 일부는 대부분 지방 출신들이 많으며 1990년대 일산과 분당신도시 발표 이후에는 이 지역을 중심으로 인구가 증가하고 있고 서울의 전세난이 겹치면서 경기도 지역으로의 전입도 증가하는 편이다. 

## 지자체들의 대책
인구소멸 위험군에 들어간 지역들은 저마다 인구를 늘리기 위해 귀농 및 귀촌 정책이나 각종 복지정책과 문화시설 확충, 관광 인프라 사업 등을 통해서 극복하려는 노력을 보이고 있다. 이 중 임산부로 있는 여성이나 부부에게 행정적인 복지지원책과 장려책을 통해서 안정적인 생활을 할 수 있도록 하고 신생아에 대해서도 지역의 행정차원에서 육아 및 교육지원에 힘쓰려고 하고있다.

### 특례군 지정
지나친 인구 감소로 인해 큰 피해를 주고 있는 기초 자치 단체 24곳이 특례군으로 지정해 줄 것을 촉구했다. 다음 표는 특례군 지정을 요청하고 있는 24개 기초 자치 단체이며 모두 전체 인구가 3만 명 미만이거나 1km2당 인구 밀도가 40명 미만인 곳이다.
| 기초 단체 | 소속 광역 단체 |
| --------- | -------------- |
| 옹진군    | 인천광역시     |
| 홍천군    | 강원특별자치도 |
| 영월군    | 강원특별자치도 |
| 평창군    | 강원특별자치도 |
| 정선군    | 강원특별자치도 |
| 화천군    | 강원특별자치도 |
| 양구군    | 강원특별자치도 |
| 인제군    | 강원특별자치도 |
| 고성군    | 강원특별자치도 |
| 양양군    | 강원특별자치도 |
| 단양군    | 충청북도       |
| 진안군    | 전라북도       |
| 무주군    | 전라북도       |
| 장수군    | 전라북도       |
| 임실군    | 전라북도       |
| 순창군    | 전라북도       |
| 곡성군    | 전라남도       |
| 구례군    | 전라남도       |
| 군위군    | 경상북도       |
| 청송군    | 경상북도       |
| 영양군    | 경상북도       |
| 봉화군    | 경상북도       |
| 울릉군    | 경상북도       |
| 의령군    | 경상남도       |

## 같이 보기
- 인구감소지역